# 飯能狭山バイパス
飯能狭山バイパス（はんのうさやまバイパス）は、埼玉県飯能市飯能から、埼玉県狭山市笹井までを結ぶ全長約5.6 kmの国道299号バイパスである。
2006年3月29日午後1時にJR八高線を渡る中山陸橋が開通し、全線開通となった。

## 概要
- 起点：埼玉県飯能市飯能
- 終点：埼玉県狭山市笹井
- 全長：5,620 m
- 車線数
  - 起点 - 飯能警察署入口交差点間：2車線
  - 飯能警察署入口交差点 - 終点間：4車線
- 標準幅員
  - 起点 - 飯能警察署入口交差点間：16.0 m
  - 飯能警察署入口交差点〜終点間：23.5 m

このバイパスの開通により、
- 飯能市内通過にかかる所要時間が大幅に短縮した。
- 飯能市街の構造上の問題により慢性的に発生していた交通渋滞が、通過車の減少で緩和された。（渋滞が解消されたわけではない）
- 所沢・入間・狭山・秩父・日高各方面からの所要時間が大幅に短縮した。

なお、飯能警察署入口交差点を北に向かう道路は高麗川・越生方面を結び、西に向かう道路は秩父方面に向かう国道299号線を結んでいる。小谷田交差点より東は所沢入間バイパスとして入間・所沢方面を結んでいる。

## 沿革
- 1980年：都市計画決定。
- 1981年度：事業化。
- 2006年3月29日：全線開通。

## 地理

### 通過市町村
- 埼玉県
  - 飯能市 - 入間市 - 狭山市

### 交差する道路
| 交差する道路               | 交差点名       | 所在地 |
| -------------------------- | -------------- | ------ |
| 国道299号 秩父・小鹿野方面 |                |        |
|                            | 中山西         | 飯能市 |
| 国道299号                  | 中山陸橋西     | 飯能市 |
| （富士見通り）             | 中山陸橋西     | 飯能市 |
| 埼玉県道30号飯能寄居線     | 飯能警察署入口 | 飯能市 |
| 埼玉県道347号馬引沢飯能線  |                | 飯能市 |
| 埼玉県道347号馬引沢飯能線  | 圏央道入口     | 飯能市 |
| （中橋通り）               | 新光中央       | 飯能市 |
| 国道299号                  | 笹井           | 狭山市 |
| 国道16号                   | 小谷田         | 入間市 |
| 国道463号 所沢方面         |                |        |

### 交差する鉄道と河川
- 八高線
- 入間川
- 西武池袋線

### 沿線の主な施設
- 聖望学園中学校・高等学校
- 飯能警察署
- 飯能ゴルフクラブ

## ギャラリー

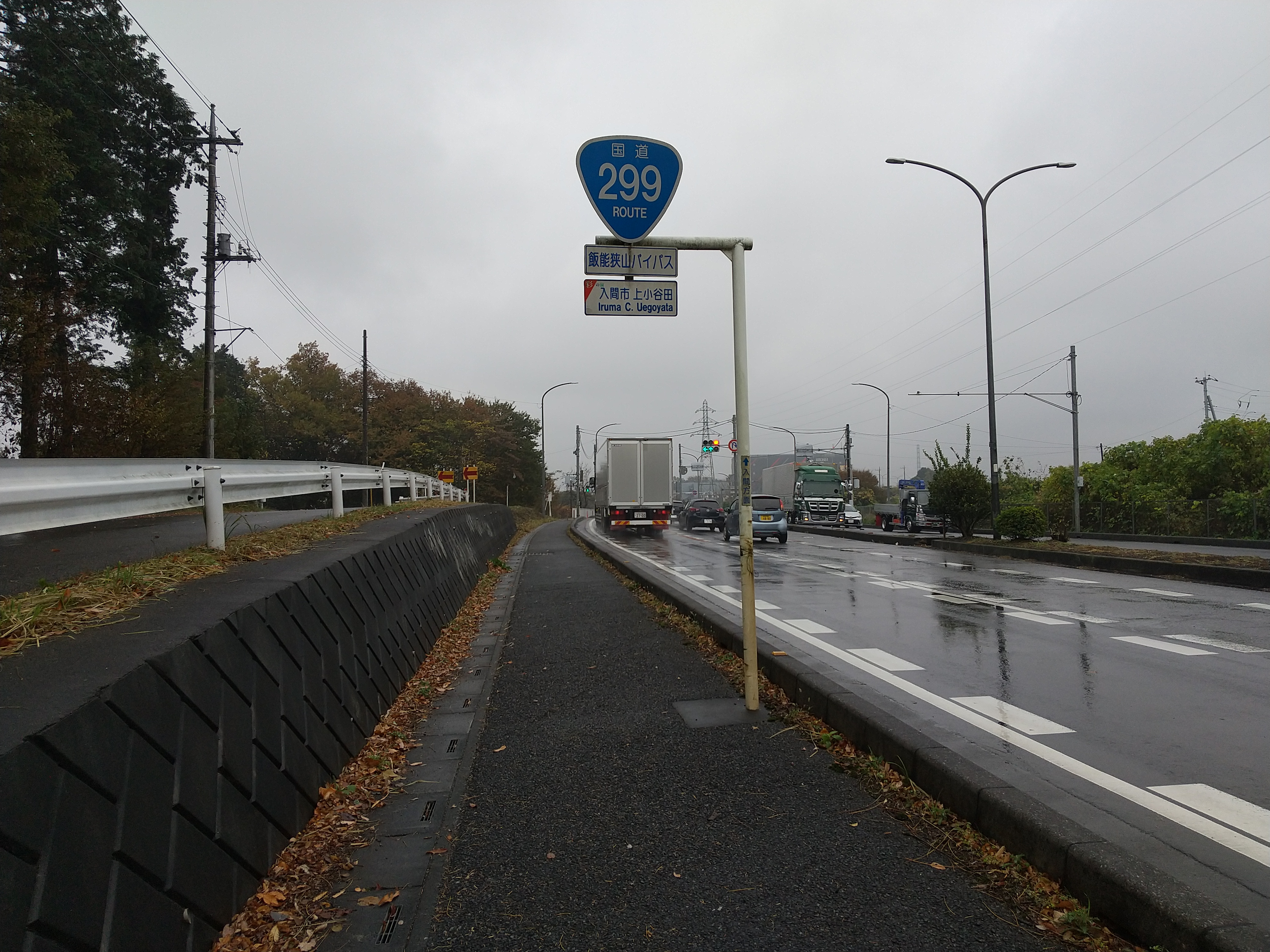
入間市上小谷田付近
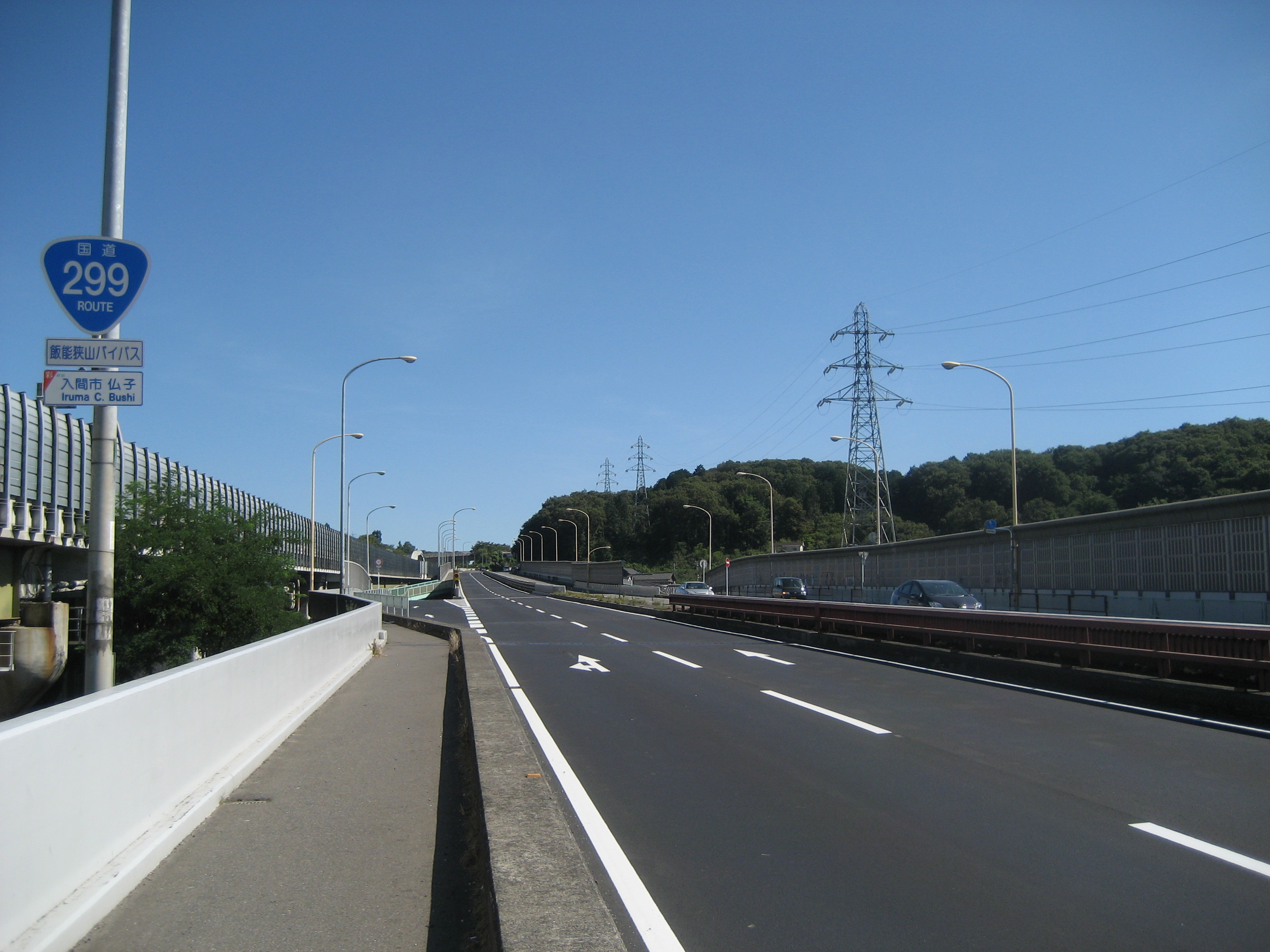
入間市仏子付近
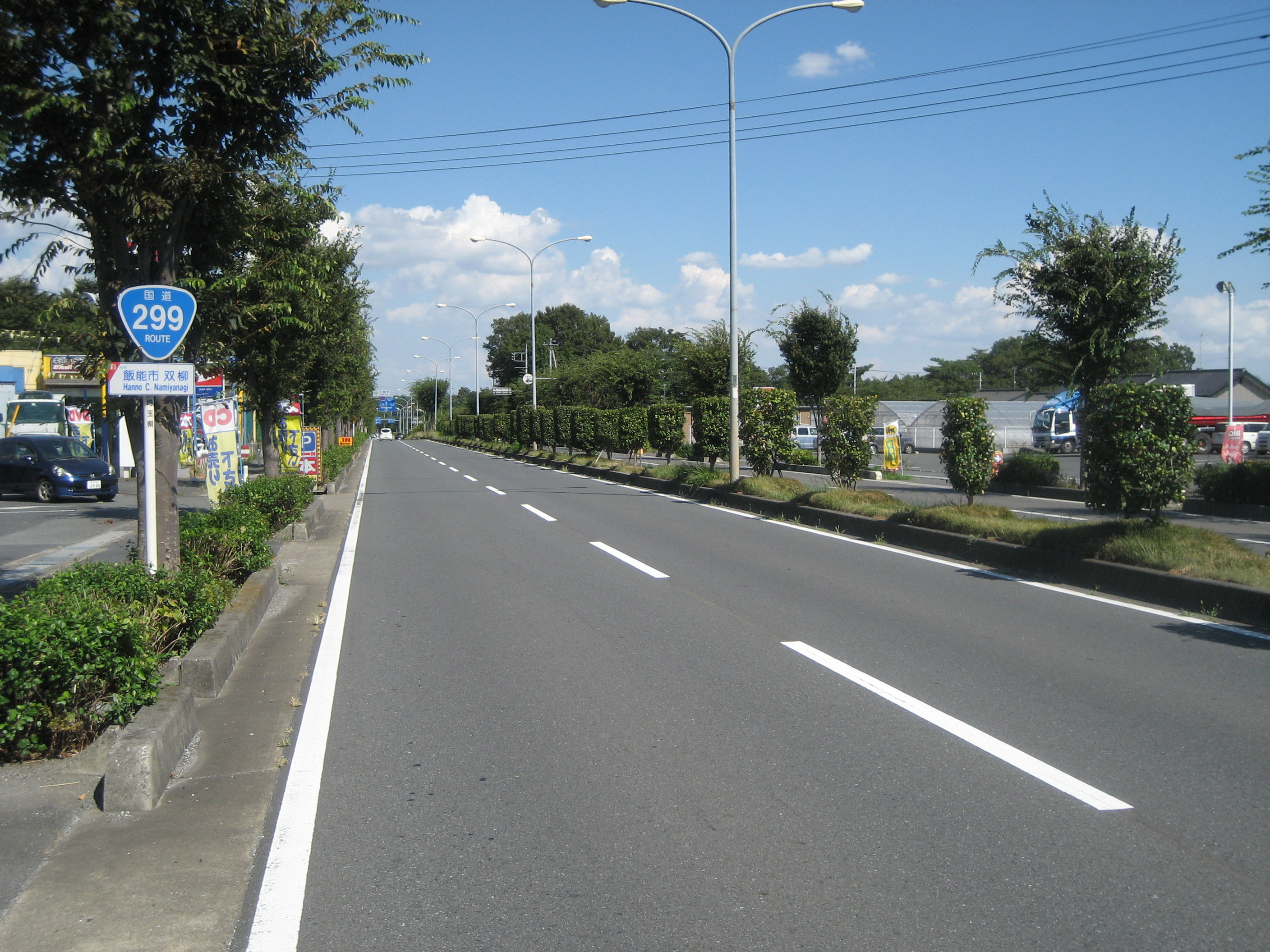
飯能市双柳付近（所沢方面）
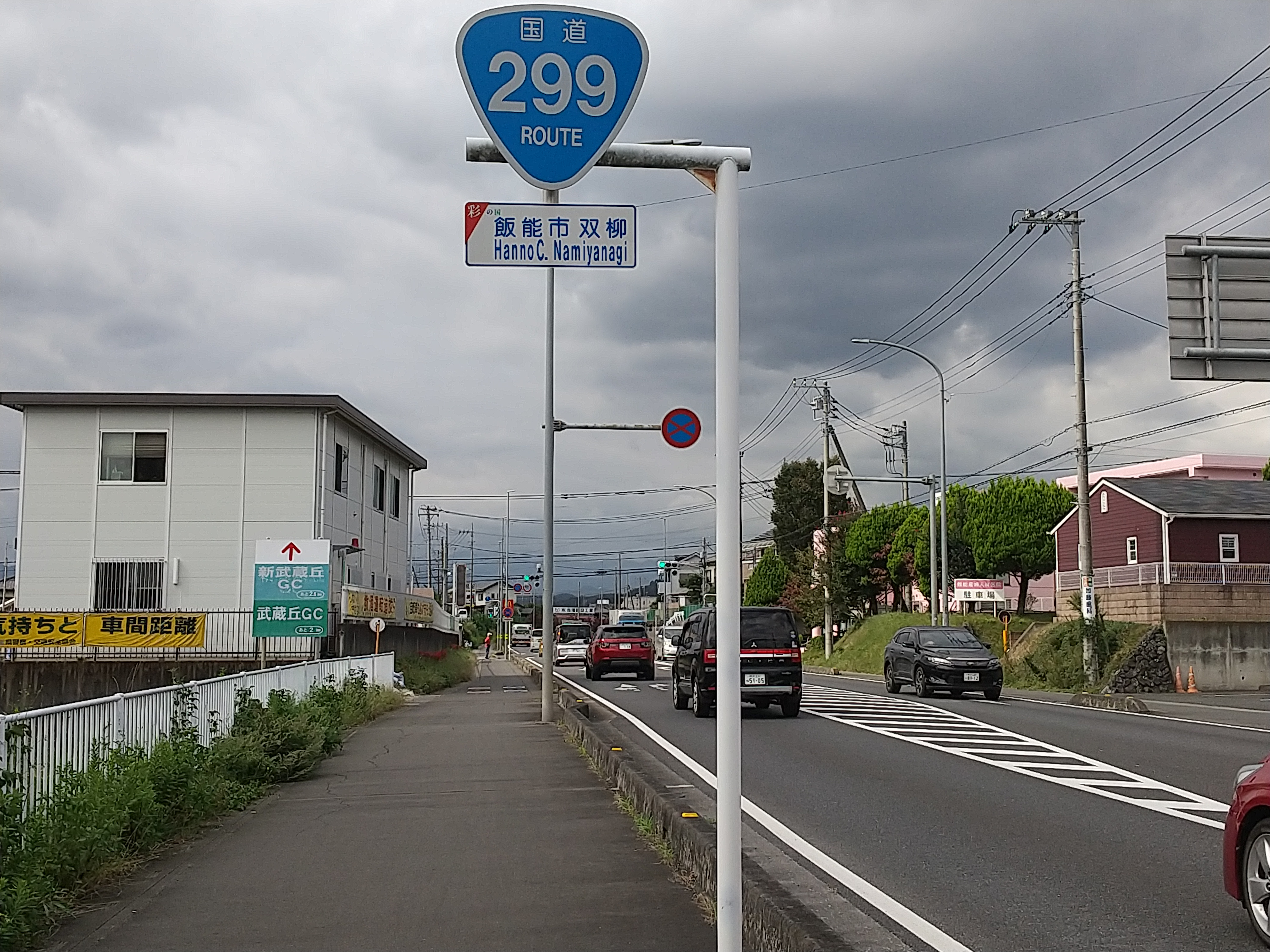
飯能市双柳付近（秩父方面）
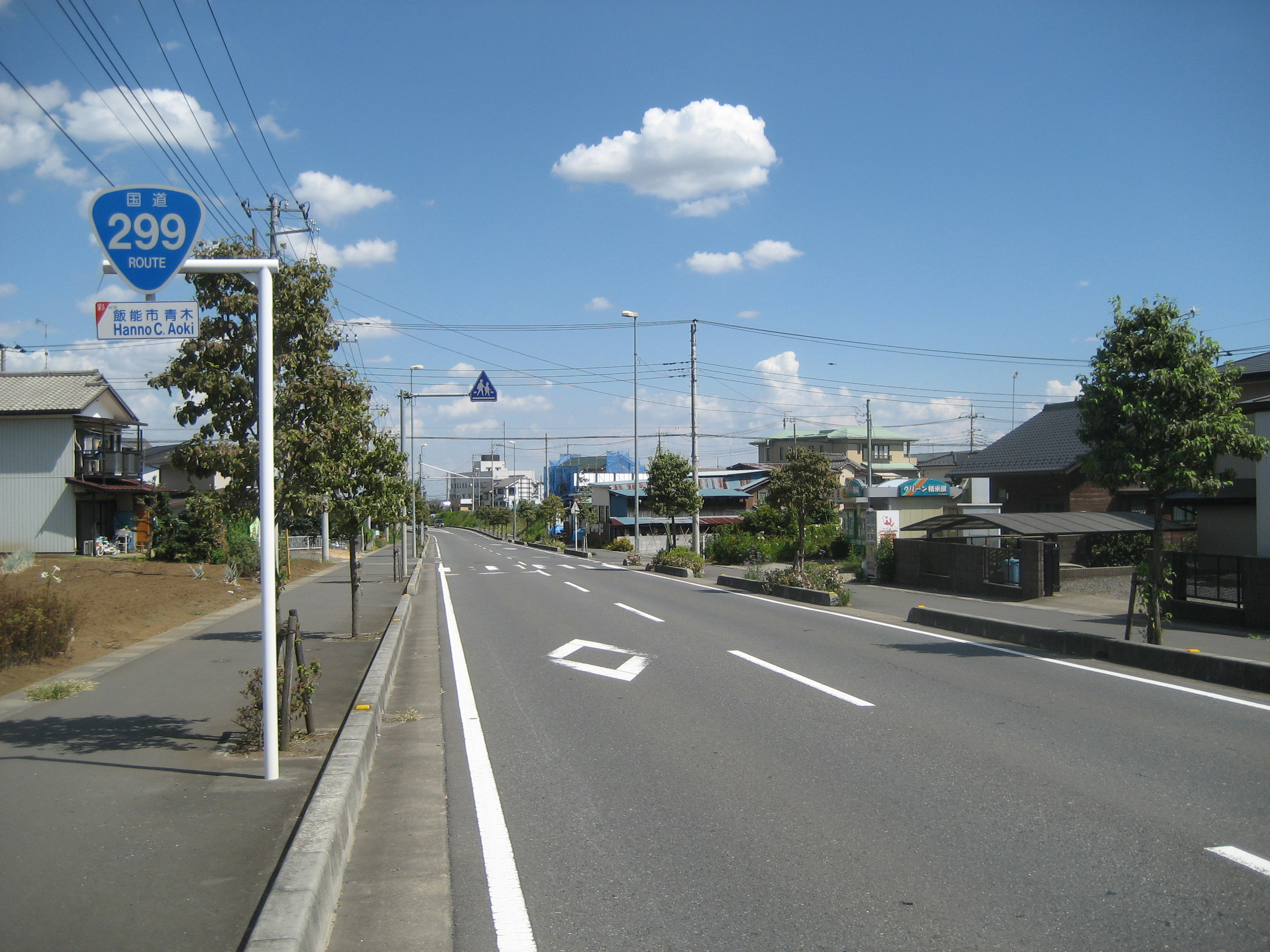
飯能市青木付近
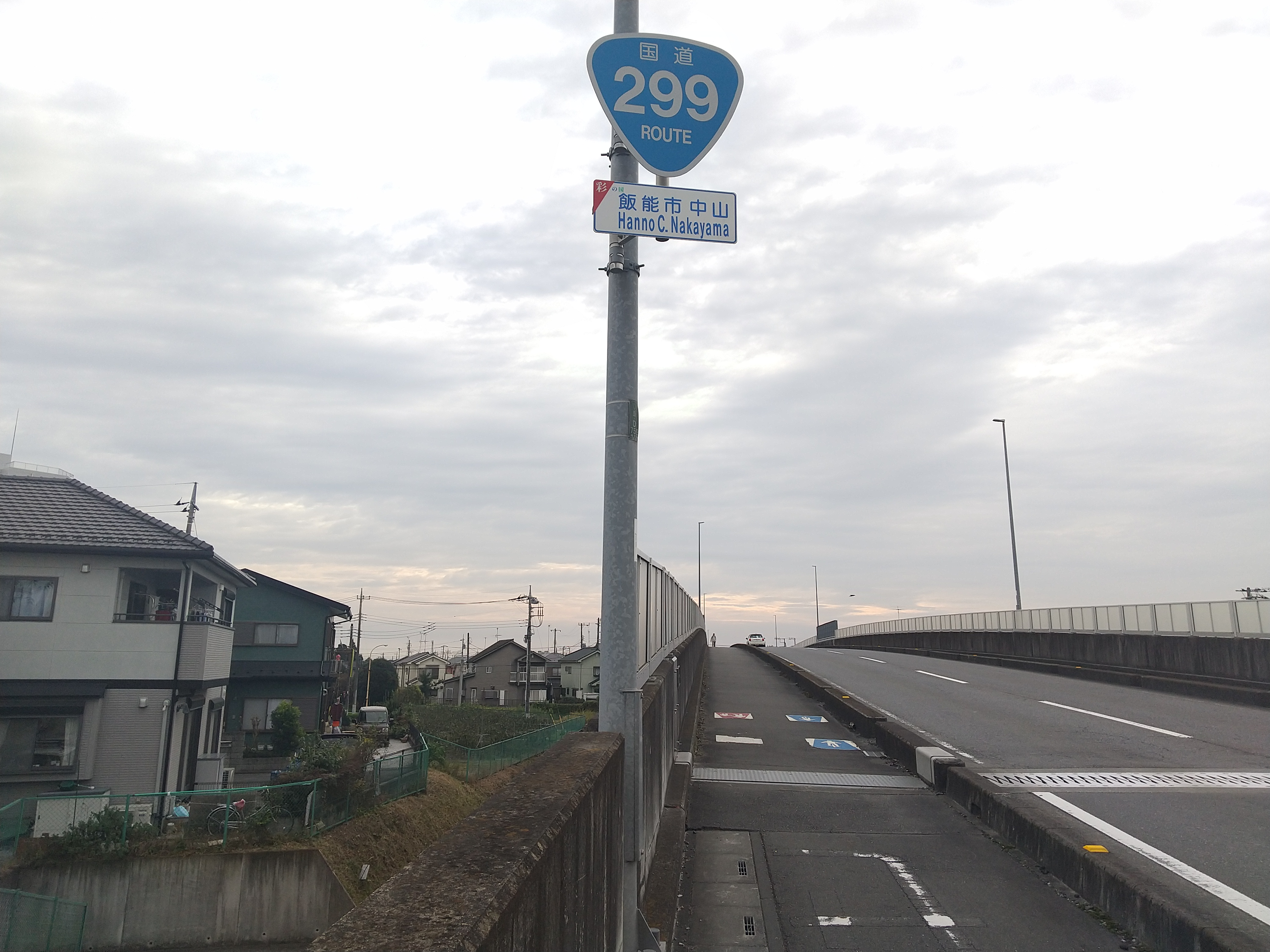
飯能市中山陸橋
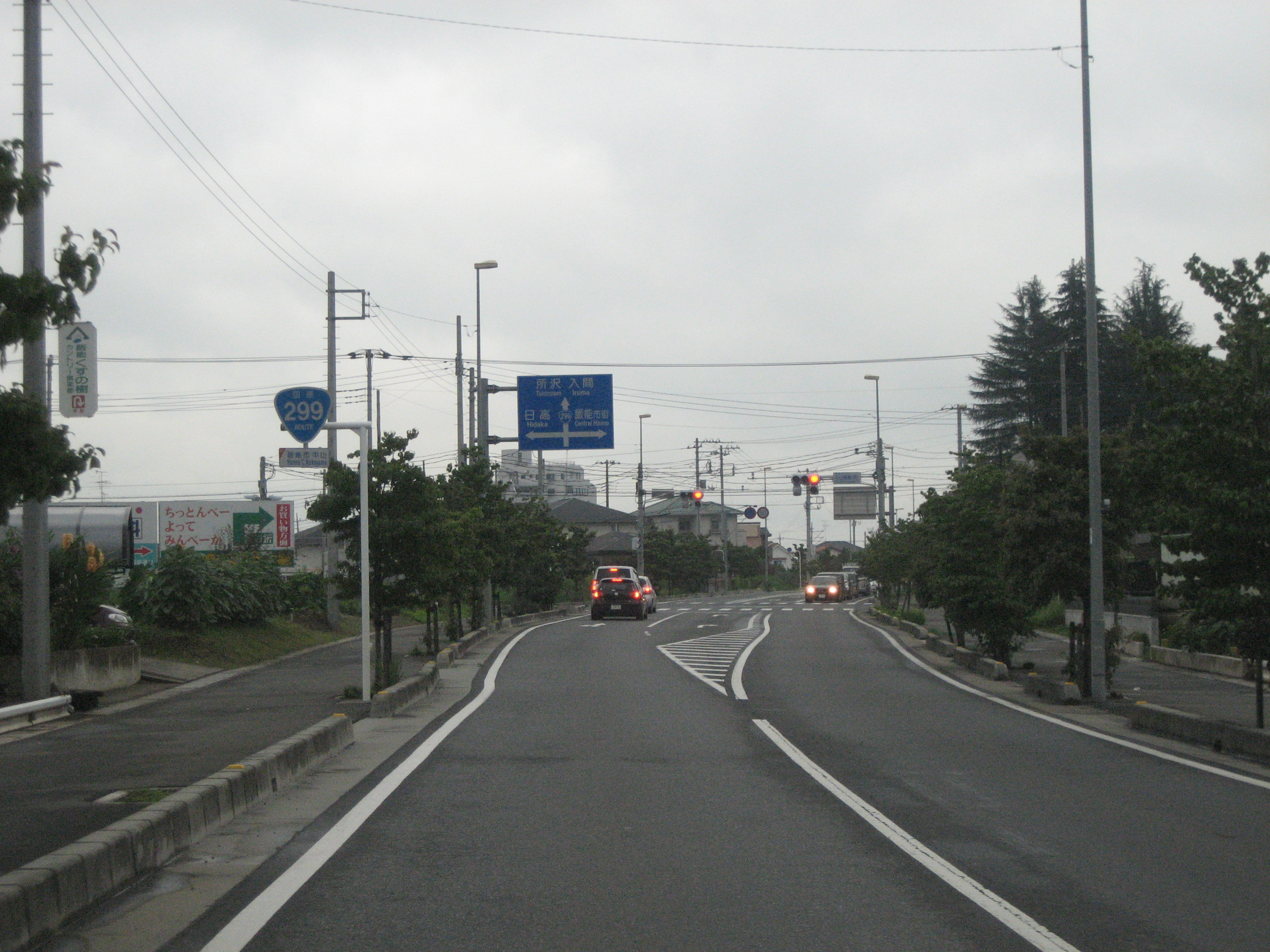
飯能市中山付近